# Allinges
Allinges település Franciaországban, Haute-Savoie megyében. Lakosainak száma 4938 fő (2022. január 1.). Allinges Anthy-sur-Léman, Armoy, Draillant, Lyaud, Margencel, Orcier, Perrignier és Thonon-les-Bains községekkel határos.

## Népesség
A település népességének változása:
| Lakosok száma | 4226 | 4364 | 4550 | 4459 | 4494 | 4681 | 4767 | 4853 | 4938 |
|               | 2013 | 2015 | 2016 | 2017 | 2018 | 2019 | 2020 | 2021 | 2022 |